# Tatort: Telefongeld
Telefongeld ist ein österreichischer Fernsehkrimi aus dem Jahr 1991. Das Drehbuch schrieb Peter Zingler, Regie führte Hans Noever. Es war die insgesamt 247. Tatort-Folge und der vierte Fall von Inspektor Fichtl (Michael Janisch) als Hauptermittler, allerdings waren von dessen neun Folgen nur acht Folgen der offiziellen Tatort-Reihe, sein erster Fall war eine Tatort-Folge des ORF, die nur in Österreich erstausgestrahlt und in Deutschland nur einmal im Hessischen Rundfunk im Fernsehen gezeigt wurde. Fichtl und sein Team haben es mit illegalen Warentermingeschäften und diversen Todesfällen in diesem Zusammenhang zu tun. Drehbuchautor Peter Zingler spielt hier eine Nebenrolle als Einbrecher Fredi Pöckl.

## Handlung
Mitten in der Nacht werden Fichtl und sein Team in eine Wiener Villa gerufen, der Eigentümer Peter Manz hat sich erschossen. Sein Sohn Alfred sagt aus, sein Vater sei pleite gewesen, weil er sich mit Warentermingeschäften verspekuliert habe. Er sei von der Firma Inter Globe betrogen worden. Die Bäckerstochter Birgit Tielmann wirft ihrem Freund Benno Fuchs vor, dass ihr Vater seinetwegen drei Millionen Schilling verloren habe. Er solle mit ihrem Vater reden und sie sollten gemeinsam zur Polizei gehen und „die Typen“ anzeigen, doch er lehnt ab, weil er dann auch ins Gefängnis komme. Er werde das auf seine Weise in Ordnung bringen. Fichtl, der Stammkunde der Bäckerei Tielmann ist, bekommt mit, wie Karl Tielmann einen Schwächeanfall erleidet, als er einen Brief öffnet, es ist eine Mahnung über 1,5 Millionen Schilling. Bei der Firma Inter Globe laufen die Geschäfte derweil blendend, Benno ist einer der Broker, die dauernd neue Kunden akquirieren. Da Benno durch seine Freundin Birgit Gewissensbisse bekommen hat, lässt er einige Briefe mit Schecks verschwinden, damit nicht noch weitere Anleger betrogen werden, wird dabei jedoch von seinem Chef beobachtet.
Ein Unbekannter, der die Büroräume abhört, bekommt mit, wie Benno von seinem Chef zur Rede gestellt wird. Kurz darauf wird Bennos Leiche aus der Donau gezogen. Unterdessen hat Fichtls Nichte Gabi aus Deutschland, die bei Fichtl zu Besuch ist, von einem weiteren Onkel eine größere Geldsumme und ein Mietshaus in Wien geerbt. Der Steuerberater des verstorbenen Onkels, Dr. Ruloff, empfiehlt Gabi eine Anlage bei der Vermögensberatung Inter Globe. In der Gerichtsmedizin erfährt Fichtl unterdessen, dass Benno zu den wenigen Menschen gehörte, bei denen die Fontanelle nicht zugewachsen war bei der Geburt, ein leichter Schlag an dieser Stelle hat den Tod ausgelöst, es ist also wahrscheinlich, dass der oder die Angreifer Benno nur verletzen, nicht aber den Tötungserfolg wollten. Benno war ehemaliger DDR-Bürger und im Oktober/November 1989 über Österreich in die Bundesrepublik geflohen. Die westdeutschen Behörden ließen ihn beobachten, weil er im Verdacht stand, für die Stasi gearbeitet zu haben bzw. es noch immer zu tun. Fichtl und Winter suchen den Bäcker Tielmann auf, dieser hasst Benno, weil der ihn ruiniert hat. Da seine Frau ihm kein stichfestes Alibi gibt, nimmt Fichtl ihn fest.
Als Fichtl nach Hause kommt, findet er seine Nichte euphorisch und in Feierstimmung vor. Als sie ihm sagt, dass ihr Steuerberater Dr. Ruloff das Geld bei Inter Globe angelegt hat, wird Fichtl hellhörig. Bei der Firma Inter Globe will man derweil Benno Fuchs nie gekannt haben. Hollocher findet heraus, dass die Kollegen vom Betrugsdezernat nichts über Inter Globe wissen, das habe aber nichts zu bedeuten, da solche Firmen schnell ihre Namen änderten. Hingegen sind die Geschäftsführer von Inter Globe Wien, Lothar Groll und Harry Benz, alte Bekannte des Dezernats. Tielmann sagt unterdessen Fichtl gegenüber aus, wie er aufgrund der Sanierung seines Hauses in Geldnot kam und dann von Benno zu Inter Globe gebracht und so endgültig ruiniert wurde. Birgit, die mit Benno verlobt war und zunächst ihren Vater belastet hatte, revidiert ihre Aussage, Benno habe sich in letzter Zeit verfolgt gefühlt. Er sei seinerzeit gezwungen gewesen, für die Stasi zu arbeiten und habe noch immer Angst vor den alten Seilschaften gehabt. Er habe sich insbesondere in letzter Zeit von einem Mann mit Geländewagen verfolgt gefühlt. Fichtl lässt Tielmann daraufhin gehen. Hollocher hat herausgefunden, dass Groll und Benz vor Wien bereits in Innsbruck und Linz viele Anleger um ihr Geld gebracht hatten. Fichtl hat bereits mit Dr. Putner ausgemacht, dass Hollocher als verdeckter Ermittler bei Inter Globe arbeiten soll.
Während Hollocher gleich am ersten Arbeitstag mitgeteilt bekommt, dass Angestellte „bestraft“ würden, die auf eigene Rechnung arbeiten würden, sucht Fichtl Dr. Ruloff auf. Dieser behauptet, keinen Benno Fuchs gekannt zu haben und ist auch ansonsten wenig auskunftsfreudig. Draußen fällt Fichtl ein Mann in einem Geländewagen auf. Hollocher, bei dem das Geschäft mit den Neukunden noch nicht gut läuft, erhält von seinem Teamleiter eine Liste von Interessenten, auf dieser entdeckt er auch Fichtls Nichte Gabi. Der verzweifelte Tielmann bringt unterdessen den Schmuck und die Pelzmäntel seiner Frau ins Pfandhaus. Fichtl erfährt von Gabi, dass sie bereits einen Scheck zu Inter Globe geschickt hat, Hollocher hatte sie angeworben. Fichtl, der mit Gabi unterwegs ist, um ihr das Wiener Nachtleben zu zeigen, kommt auch an der Medusa-Bar vorbei, in der Hollocher mit seinen „neuen Kollegen“ feiert. Vor der Bar fällt ihm erneut der Geländewagen mit dem unbekannten Mann darin auf. Dr. Ruloff taucht später in der Medusa-Bar auf, er ist der Drahtzieher hinter der Inter Globe und teilt Groll mit, dass die Firma nun unter anderem Namen von Wien nach Luxemburg umziehen werde. Da Hollocher nichts Verwertbares herausbekommen hat, sucht Fichtl noch in der Nacht den ihm bekannten Kleingangster Fredi Poeckl auf, dieser bricht gemeinsam mit ihm in die Geschäftsräume der Inter Globe ein. Fichtl erfährt dadurch von den Verwicklungen Dr. Ruloffs in die Firma.
Fichtl kann am nächsten Morgen anhand des Autokennzeichens die Identität des Unbekannten mit dem Geländewagen klären, es ist der Privatdetektiv Kowalski. Während Fichtl Dr. Putner über seine Ermittlungsergebnisse über Ruloff informiert, fliegt dieser nach London, gefolgt von Kowalski. Tielmann verstirbt unterdessen an Herzversagen während seiner verzweifelten Versuche, Geld von den Banken zu erhalten. Winter findet heraus, dass Groll und Benz bei den vorherigen Verfahren in Linz und Innsbruck nicht verurteilt worden waren, weil sie alle Schuld auf den flüchtigen Heinz Hatzdorf schieben konnten, Ruloff hatte seinerzeit Benz verteidigt. In London trifft Ruloff Hatzdorf, Kowalski überrascht die beiden und informiert sie darüber, dass er im Auftrag der geschädigten Kunden der Inter Globe arbeitet, er sei allerdings zu einem Deal bereit, dass er die von ihm gesammelten Informationen für zwei Millionen Schilling an sie verkaufe. Hatzdorf tötet Kowalski, nachdem er Ruloff über die Einschleusung eines Polizisten in die Firma informieren konnte. Hatzdorf informiert Groll darüber, dass er einen Spitzel in seinem Team hat, Groll kann auf Hollocher schließen. Hatzdorf wird kurz darauf aufgrund eines Anrufs Putners von der Londoner Polizei verhaftet. Fichtl ruft unterdessen mehrere Beamte zusammen und fährt zur Inter Globe. Dort wurde Hollocher gerade von den Mitarbeitern brutal misshandelt. Groll und Benz versuchen gerade, sich abzusetzen und die Spuren zu verwischen. Beide können verhaftet werden, Groll gesteht schließlich das Betrugssystem. Fichtl kann den Scheck von Gabi einkassieren und ihr zurückgeben, beide wollen zusammen in den Urlaub fliegen, doch am Flughafen sieht Fichtl Ruloff, er sorgt für dessen Festnahme und verpasst dadurch seinen Flug in die Sonne.

## Kritik
TV Spielfilm bewertete den Film mittelmäßig und meint: „Modernes Thema, konventioneller Stil“.